# Manuale scout per l'apocalisse zombie
Manuale scout per l'apocalisse zombie (Scouts Guide to the Zombie Apocalypse) è un film del 2015 diretto da Christopher B. Landon.
Film horror statunitense, appartenente al sottogenere della commedia zombie,

## Trama
Tre studenti del secondo anno delle scuole superiori, Ben, Carter e Augie, stanno cercando di reclutare nuovi membri per il loro gruppo scout, guidati dal loro capo scout Rogers. Mentre Augie è sempre stato felice di essere un esploratore, Ben e Carter hanno ripensamenti. Carter cerca di convincere Ben a smettere, ma non se la sente la sera in cui Augie otterrà la Patch Condor. La loro conversazione è interrotta quando Ben colpisce accidentalmente un cervo con la macchina. Riescono a ottenere aiuto dalla sorella di Carter, Kendall, e le sue amiche. Ben, che ha sempre avuto una cotta per Kendall, ottiene qualche consiglio da lei. Successivamente si accorgono che il cervo morto è sparito. Prima di partire, i due sono invitati ad una festa segreta e a Carter viene dato l'indirizzo. Quando vanno a comprare l'alcool per la festa, incontrano Denise, una cameriera che lavora in uno strip club. I due poi si incontrano con Augie nel bosco in modo che possano allestire il loro campeggio. Quella notte, ancora preoccupato per la scomparsa del capo scout Rogers, il trio discute su quanto sia grande la loro amicizia. A sera inoltrata, Carter sveglia Ben in modo che possano partecipare alla festa. Augie li raggiunge e rimane deluso dalla loro scelta. Arrivati in città scoprono che il buttafuori dello strip club non c'è più e si intrufolano dentro. I due sono immediatamente attaccati dal buttafuori e da una spogliarellista trasformati in zombie prima di essere salvati da Denise, armata di un fucile da caccia. Augie va a casa del capo scout Rogers per sincerarsi che stia bene, ma anche lui viene attaccato dal capo scout zombificato. Riesce a dargli fuoco e a legarlo ad una sedia in cantina per evitare che vada in giro. 
Ben, Carter e Denise vanno alla stazione di polizia per scoprire che la città è stata evacuata e, per sfuggire ad un'orda di zombie, si chiudono in una cella di detenzione. Aspettano per ore, quando gli zombie sentono della musica al di fuori della centrale e si allontanano. Augie, vedendo la macchina di Ben, entra nella stazione di polizia e libera i suoi amici. Fuggono e si dirigono lungo la superstrada. Dopo aver camminato per un po', i quattro sono raccolti dal caporale Reeves. Guidano fino al punto di ritrovo del party, solo per scoprire che l'indirizzo che è stato inviato a Carter era falso. Quando il gruppo inizia a discutere, Reeves rivela un morso sulla mano e attacca Denise che però lo uccide e cercano di ottenere un segnale dalla radio. Sentono informazioni sul bombardamento della città e iniziano a farsi prendere dal panico. Carter poi ricorda il diario di sua sorella che ha le informazioni su dove sia il party segreto. I quattro prendono il veicolo e guidano fino a casa di Carter. Una volta lì, riescono ad ottenere il diario. Intanto arriva un'altra orda di zombie ma riescono a fuggire utilizzando un trampolino per raggiungere il giardino della vicina di casa, la signora Fielder. Da lì, prendono la macchina e si dirigono in periferia. I quattro trovano una motocicletta e Denise la prende così lei può ottenere aiuto dai militari. Lasciati da soli, Ben, Carter e Augie si riforniscono di armi fatte in casa trovando il materiale in una ferramenta prima di recarsi al party segreto.
Gli zombie però arrivano prima e attaccano i partecipanti alla festa, fino a quando il trio arriva e comincia a sterminare tutti i morti viventi. Una volta a corto di munizioni, si chiudono nella palestra in costruzione e gli zombie li seguono al piano di sopra. Ben e Carter barricano la porta mentre Augie rivela di aver costruito una bomba, nascosta nello zaino di Ben. Riesce ad accendere la miccia proprio nel momento in cui gli zombie fanno irruzione e i tre fuggono attraverso uno scivolo della spazzatura poco prima dell'esplosione. Denise e militari arrivano sulla scena, vengono allestite tende mediche e i sopravvissuti vengono assistiti, mentre gli scout si riconciliano e Ben e Kendall si baciano.

## Produzione
Il 30 maggio 2014, la Paramount Pictures annunciò come data di uscita il 13 marzo 2015. Il 14 ottobre 2014, l'uscita del film fu posticipata al 30 ottobre 2015.
Le riprese sono iniziate l'8 maggio 2014 a Los Angeles.

## Accoglienza

### Incassi
Il film ha incassato $ 3.703.046 in Nord America e $ 11.157.720 in altri paesi, per un totale a livello mondiale di $ 14.860.766, contro un budget di $ 15 milioni. Era stato previsto inizialmente un incasso di 2-4 milioni nel weekend di apertura ma il film ne incassò solo 1.8 milioni, finendo 12º al botteghino.

### Critica
In generale, la critica accolse Manuale scout per l'apocalisse zombie negativamente. Il critico Peter Sobczynski definì il film «spazzatura usa e getta», assegnandogli una stella su quattro, spiegando come esso fosse «loud, repellent, badly written, indifferently directed and almost completely devoid of any genuine laughs» (chiassoso, repellente, scritto male, diretto in modo indifferente e quasi completamente privo di autentiche risate). Katie Rife, di The A.V. Club, assegnò al film la valutazione C-, commentando causticamente che «se Manuale Scout per l'apocalisse zombie è il futuro, forse il mondo dovrebbe finire». Su Rotten Tomatoes ha una valutazione positiva del 44% su 92 recensioni e una media voto di 4.8/10. Su Metacritic, il film ha un punteggio medio ponderato di 32 su 100, basato su diciassette critici.

## Sequel
In un'intervista, Miller, Morgan e Dumont hanno dichiarato che se il film avrà successo al botteghino, ci potrebbero essere potenziali sequel.